# Loofklapper

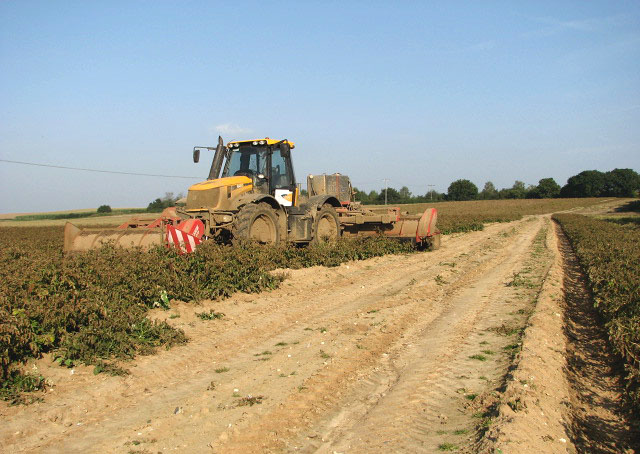

Een loofklapper is een landbouwwerktuig dat voor of achter een tractor wordt gehangen, of onderdeel is van een grotere machine. De loofklapper slaat of snijdt het loof van de plant kapot, zodat oogst als uien en aardappels makkelijk uit de grond gehaald kan worden.